# Curling na ZOI 2014.
Natjecanja u curlingu na Zimskim olimpijskim igrama 2014. u Sočiju održavana su od 10. do 21. veljače 2014. u dvorani Ledena kocka.

## Medalje
|          | zlato                                                                     | srebro                                                                                            | bronca                                                                                 |
| Muškarci | Kanada Brad Jacobs Ryan Fry E. J. Harnden Ryan Harnden Caleb Flaxey       | Ujedinjeno Kraljevstvo David Murdoch Greg Drummond Scott Andrews Michael Goodfellow Tom Brewster  | Švedska Niklas Edin Sebastian Kraupp Fredrik Lindberg Viktor Kjäll Oskar Eriksson      |
| Žene     | Kanada Jennifer Jones Kaitlyn Lawes Jill Officer Dawn McEwen Kirsten Wall | Švedska Margaretha Sigfridsson Maria Prytz Christina Bertrup Maria Wennerström Agnes Knochenhauer | Ujedinjeno Kraljevstvo Eve Muirhead Anna Sloan Vicki Adams Claire Hamilton Lauren Gray |

## Zemlje sudionice
Sudjelovalo je 12 zemalja, u muškoj i ženskoj kategoriju nastupalo je po pet sportaša. Južna Koreja je prvi puta imala predstavnike u curlingu na olimpijskim igrama. U zagradi je broj sportaša.
- Kanada (10)
- NR Kina (10)
- Danska (10)
- Njemačka (5)
- Ujedinjeno Kraljevstvo (10)
- Japan (5)
- Norveška (5)
- Rusija (10)
- Južna Koreja (5)
- Švedska (10)
- Švicarska (10)
- SAD (10)

## Vanjske poveznice
- Rezultati natjecanja  Arhivirana inačica izvorne stranice od 2. srpnja 2014. (Wayback Machine)